# 尼尔勒沃
尼尔勒沃，是匈牙利索博尔奇-索特马尔-贝拉格州所辖的一个村。总面积7.91平方公里，总人口691，人口密度87.4人/平方公里（2011年1月1日）。